# Channel 10 (album)
Channel 10 è il terzo album del duo hip hop statunitense Capone-N-Noreaga. Pubblicato il 17 marzo del 2009, l'album è distribuito dalla label indipendente SMC. Partecipano, tra gli altri, Busta Rhymes, i Mobb Deep, Clipse e Tha Dogg Pound. Alle produzioni The Alchemist, Havoc e DJ Premier.
| Recensione    | Giudizio |
| ------------- | -------- |
| AllHipHop.com | [ 2 ]    |
| Okayplayer    | [ 3 ]    |
| XXL           | [ 4 ]    |

## Tracce
1. Intro – 0:54
2. United We Stand – 4:08 (musica: Hazardis Soundz)
3. Rotate (featuring Ron Browz & Busta Rhymes) – 4:14 (musica: Ron Browz)
4. Talk to Me, Big Time – 3:14 (musica: The Inkredibles)
5. Bring it Here – 3:49 (musica: Mike Beatz)
6. Grand Royal – 3:40 (musica: DJ Premier)
7. The Argument – 3:18 (musica: Hazardis Soundz)
8. Mirror – 3:46 (musica: Hazardis Soundz)
9. Wobble (featuring Mobb Deep) – 4:27 (musica: Havoc)
10. Channel 10 – 3:12 (musica: SPK)
11. Beef – 3:35 (musica: Streetrunner)
12. My Life – 3:26 (musica: Hangmen 3)
13. Stick Up – 3:28 (musica: The Alienz)
14. My Hood (featuring Clipse, Tha Dogg Pound, Maino & Uncle Murda) – 6:07 (musica: SPK)
15. Follow the Dollar – 3:30 (musica: The Alchemist)
16. You See Me!!!! – 3:15 (musica: The Inkredibles)
17. Addicted – 3:51 (musica: Big Drain)

Durata totale: 61:54
Tracce bonus di iTunes
1. Dead Broke – 4:54 (musica: Hazardis Soundz)
2. S.O.R.E. – 3:22 (musica: Hangmen 3)
3. Happy Birthday – 3:55 (musica: Hazardis Soundz)

## Classifiche

### Classifiche settimanali
| Classifica (2009)         | Posizione massima |
| ------------------------- | ----------------- |
| Stati Uniti               | 136               |
| US Independent Albums     | 21                |
| US Top R&B/Hip-Hop Albums | 21                |